# Raxaul
Raxaul är en ort i Indien.   Den ligger i distriktet Pūrba Champāran och delstaten Bihar, i den nordöstra delen av landet, 800 km öster om huvudstaden New Delhi. Raxaul ligger 86 meter över havet och antalet invånare är 47 965.
Terrängen runt Raxaul är mycket platt. Runt Raxaul är det tätbefolkat, med 913 invånare per kvadratkilometer. Det finns inga andra samhällen i närheten. Trakten runt Raxaul består till största delen av jordbruksmark.